# 中华人民共和国外交部驻香港特别行政区特派员公署
中華人民共和國外交部駐香港特別行政區特派員公署，簡稱外交部駐港特派員公署、外交部駐港公署，是中华人民共和国外交部根據《香港特別行政區基本法》第十三條，在香港設立的，負責處理香港與外國政府和國際組織之間的外交事務的外交機構。

## 沿革
外交部駐港公署成立於1997年7月1日，位於香港金鐘堅尼地道42號，臨近香港公園。
根據《基本法》，中央人民政府負責管理與香港特別行政區有關的外交事務；中華人民共和國外交部在香港設立機構處理外交事務；中國政府授權香港特別行政區依照《基本法》自行處理有關的對外事務:8。有鑑於此，外交部駐香港特別行政區特派員公署（簡稱「駐港公署」）於1997年7月1日成立，與香港特區政府緊密合作，處理香港特區的外交事務；駐港公署依照《基本法》及「一國兩制」的原則履行其職責，不會干預香港特區享有高度自治的事務:8。香港特區政府與駐港公署互相合作之事務主要涉及香港參加國際組織和國際會議、談判簽訂協議，以及處理有關外國領事機構和其他官方或半官方機構之事宜；舉例來說，香港特區可以「中國香港」名義參加不以國家為單位參加的國際組織和國際會議:8。香港特區須透過駐港公署向中央人民政府申請批准以中華人民共和國代表團成員或中央人民政府和有關國際組織或國際會議允許之身分，參加以國家為單位的之國際組織:8-9。此外，香港特區可在經濟、貿易、金融、航運、通訊、旅遊、文化、體育等適當領域以「中國香港」名義，單獨地同世界各國、各地區及有關國際組織保持和發展關係，簽訂和履行有關協議:9。不過，香港特區須得到中央人民政府具體授權，才可與世界各國談判簽訂民用航空運輸協定、司法互助關係協定及互免簽證協議；駐港公署也與香港特區政府合作處理各國在香港特區設立領事機構事宜:9。駐港公署負責之外交事務，包括有關各國在香港特區設立或關閉領事機構、領事任命確認及賦予領事特權和豁免的事宜；香港特區政府則負責處理有關領事機構之日常事務，包括簽發香港領事身分證、實際提供特權和豁免，以及領事機構辦公地點之保安工作:9。
外交部駐港公署是中华人民共和国国务院（中央人民政府）派駐香港的四個正式單位之一，另外三個分別是中央人民政府駐港聯絡辦公室（香港中聯辦）、解放軍駐港部隊和中央驻港国安公署。中国内地各省级行政区（省、自治區、直轄市）的領導人訪問香港時，通常都會到訪外交部特派員公署和中聯辦。

## 内设机构
中华人民共和国外交部驻香港特别行政区特派员公署内设6机构：
- 办公室：负责特派员公署的行政管理和礼宾工作，处理涉港外交的礼宾事宜和外交审批。
- 政策研究室：研究如何根據“一国两制”的原则和《香港基本法》，處理外國政府或國際組織與香港的外交關係。
- 國際組織部：負責處理香港參加國際組織和國際會議、加入國際組織、舉辦政府間國際會議、政府間國際組織領導人訪港、政府間國際組織在香港設立辦事處。
- 條約法律部：處理與香港有關的雙邊或多邊條約及其它法律問題。
- 領事部：位於灣仔港灣道26號華潤大廈3樓，设有中国人证件处和综合处，供拥有中国内地户籍的在港中华人民共和国公民申请中华人民共和国护照、中华人民共和国旅行证以及申请领事认证。2018年1月22日起，外籍人士（持外国普通护照）由香港進入中国内地的簽證申請辦理工作改由位于湾仔告士打道151号资本中心20层的香港中国签证申请服务中心（为经外交部驻港公署授权的第三方机构，与公安部授权香港中国旅行社为香港居民办理回乡证同理）负责，外交部驻港公署不再直接受理[3]，但仍然保留簽證的發出權。
- 新闻及公共关系部：發布公署的最新消息，審批外國記者赴中国内地的申請，受理香港記者報名採訪中国内地領導人。

## 歷任特派員
- 马毓真（1997年7月－2001年4月）：此前曾任国务院新闻办公室副主任、中华人民共和国驻英国大使。
- 吉佩定（2001年4月－2003年7月）：此前曾任中华人民共和国外交部副部长，中华人民共和国驻納米比亞大使。
- 杨文昌（2003年8月－2006年2月）：此前曾任中华人民共和国外交部副部长，中华人民共和国驻新加坡大使。
- 吕新华（2006年2月－2012年4月）：此前曾任中华人民共和国外交部副部长，中华人民共和国驻芬蘭大使。
- 宋哲（2012年4月－2017年6月）：此前曾任中华人民共和国驻欧盟使团团长、特命全权大使、国务院办公厅局长。
- 谢锋（2017年6月－2021年1月）：此前曾任中华人民共和国驻印度尼西亚大使，中华人民共和国外交部北美大洋洲司司长。
- 劉光源（2021年5月－2023年7月）：此前曾任中华人民共和国驻波兰大使。
- 崔建春 （2024年4月 - ）：此前曾任中华人民共和国驻尼日利亚大使。